# Синельниківський район (1923—2020)
Сине́льниківський райо́н — колишній район, що був розташований у центральній частині Дніпропетровської області України. Адміністративний центр — місто Синельникове. Населення становило ▼ 38 207 (на 1.04.2016).

## Географія
Межував з Солонянським, Дніпровським, Новомосковським, Павлоградським, Васильківським районами та Вільнянським районом Запорізької області.
Територія району — це, переважно, степова рівнина, одноманітність якої порушується сухими балками, кряжами та ярами. Район займає лівобережжя Дніпровської дуги.

## Історія
У 1923 році згідно з новим адміністративно-територіальним поділом Катеринославська губернія була реорганізована на 7 округів. Серед 12 районів, які увійшли до утвореного Павлоградського, був і Синельниківський.

## Адміністративний устрій
Район адміністративно-територіально поділяється на 3 селищні ради та 20 сільських рад, які об'єднують 123 населені пункти та підпорядковані Синельниківській районній раді. Адміністративний центр — місто Синельникове.

## Населення
| Поселення         | 1886 рік | 1989 рік | 2001 рік |
| ----------------- | -------- | -------- | -------- |
| 5000-9999         |          |          |          |
| Іларіонове        |          | 9400     | 8495     |
| 2000-4999         |          |          |          |
| Славгород         | 270      | 2800     | 2554     |
| 1000-1999         |          |          |          |
| Роздори           | 950      | 2000     | 1842     |
| Раївка            |          | 1600     | 1705     |
| Первомайське      |          | 1200     | 1297     |
| Новоолександрівка | -        | 1100     | 1124     |
| Зайцеве           | -        | 1200     | 1095     |
| 500-999           |          |          |          |
| Веселе            |          | 210      | 884      |
| Михайлівка        |          | 740      | 801      |
| Старовишневецьке  | 1298     | 860      | 800      |
| Шахтарське        |          | 800      | 798      |
| Дерезувате        |          | 800      | 772      |
| Новогніде         |          | 830      | 770      |
| Майське           |          | 780      | 740      |
| Миролюбівка       |          | 820      | 726      |
| Вільне            | 1466     | 650      | 668      |
| Варварівка        |          | 590      | 623      |
| Луб'янка          | 809      | 570      | 579      |
| Кислянка          | 2120     | 560      | 544      |
| Писарівка         | 463      | 560      | 533      |
| Тургенівка        |          | 470      | 512      |

Розподіл населення за віком та статтю (2001):
| Стать | Всього | До 15 років | 15-24 | 25-44 | 45-64 | 65-85 | Понад 85 |
| --- | ------ | ----------- | ----- | ----- | ----- | ----- | -------- |
| Чоловіки | 19 462 | 3953        | 2681  | 5794  | 4681  | 2258  | 95       |
| Жінки | 22 212 | 3630        | 2566  | 5490  | 5609  | 4496  | 421      |
| \| Статево-вікова піраміда \| Статево-вікова піраміда \| Статево-вікова піраміда \| \| ----------------------- \| ----------------------- \| ----------------------- \| \| Чоловіки \| Вік \| Жінки \| \| 95 \| 85 + \| 421 \| \| 116 \| 80-84 \| 498 \| \| 446 \| 75-79 \| 1223 \| \| 871 \| 70-74 \| 1546 \| \| 825 \| 65-69 \| 1229 \| \| 1527 \| 60-64 \| 2087 \| \| 673 \| 55-59 \| 920 \| \| 1147 \| 50-54 \| 1262 \| \| 1334 \| 45-49 \| 1340 \| \| 1585 \| 40-44 \| 1535 \| \| 1502 \| 35-39 \| 1399 \| \| 1344 \| 30-34 \| 1249 \| \| 1363 \| 25-29 \| 1307 \| \| 1259 \| 20-24 \| 1190 \| \| 1422 \| 15-20 \| 1376 \| \| 1657 \| 10-14 \| 1543 \| \| 1330 \| 5-9 \| 1202 \| \| 966 \| 0-4 \| 885 \| |        |             |       |       |       |       |          |
| Статево-вікова піраміда |        |             |       |       |       |       |          |
| Чоловіки | Вік    | Жінки       |       |       |       |       |          |
| 95 | 85 +   | 421         |       |       |       |       |          |
| 116 | 80-84  | 498         |       |       |       |       |          |
| 446 | 75-79  | 1223        |       |       |       |       |          |
| 871 | 70-74  | 1546        |       |       |       |       |          |
| 825 | 65-69  | 1229        |       |       |       |       |          |
| 1527 | 60-64  | 2087        |       |       |       |       |          |
| 673 | 55-59  | 920         |       |       |       |       |          |
| 1147 | 50-54  | 1262        |       |       |       |       |          |
| 1334 | 45-49  | 1340        |       |       |       |       |          |
| 1585 | 40-44  | 1535        |       |       |       |       |          |
| 1502 | 35-39  | 1399        |       |       |       |       |          |
| 1344 | 30-34  | 1249        |       |       |       |       |          |
| 1363 | 25-29  | 1307        |       |       |       |       |          |
| 1259 | 20-24  | 1190        |       |       |       |       |          |
| 1422 | 15-20  | 1376        |       |       |       |       |          |
| 1657 | 10-14  | 1543        |       |       |       |       |          |
| 1330 | 5-9    | 1202        |       |       |       |       |          |
| 966 | 0-4    | 885         |       |       |       |       |          |

За переписом 2001 року розподіл мешканців району (без райцентру) за рідною мовою був наступним:
- українська — 89,95 %
- російська — 8,78 %
- вірменська — 0,22 %
- білоруська — 0,19 %
- циганська — 0,18 %
- молдовська — 0,11 %

## Економіка
Синельниківщина — аграрний район. Господарства району спеціалізуються у зерновому і м'ясо-молочному напрямках з виробництвом технічних культур.
На території району працює понад 70 господарств різних форм господарювання. Одним із провідних господарств району є ЗАТ «Агро-Союз», основні напрямки діяльності якого — рослинництво, тваринництво, зберігання і переробка зерна. Поряд з ним такі сільськогосподарські підприємства як «Нива», «Україна», СФГ «Рой», ВАТ «Славутич».
У районі працюють арматурний завод, 3 хлібоприймальних підприємства, насіннєва станція.
У 2000 році прокладено 0,84 км газопроводів, введено в експлуатацію 68 житлових будинків загальною площею 6,4 тис. м².

## Транспорт
Територією району проходять такі автошляхи E105М18, Т 0401, Т 0416, Т 0425, Т 0426 та Т 0445.
У районі перетинаються залізничні гілки у чотирьох напрямках: Дніпро-Головний, Павлоград I, Вільнянськ та Чаплине. Шість залізничних станцій: Вишнівецьке, Зайцеве, Івківка, Іларіонове, Роздори та Славгород-Південний.
Зупинні пункти: 212 км, 219 км, 222 км, 225 км, 230 км, 239 км, 242 км, 251 км, 1009 км, 1017 км, 1025 км, 1029 км, 1045 км, 1049 км та Хорошеве.

## Соціальна сфера
За даними Головного управління статистики в Дніпропетровській області кількість населення в районі на 1 лютого 2011 року становила 39 203 осіб.
У районі діє 30 шкіл, профтехучилище, працюють 30 фельдшерсько-акушерських пунктів, 5 дільничних лікарень, 9 амбулаторій. У трьох дільничних лікарнях створені геріатричні відділення. Діють 36 закладів культури.

## Персоналії
- Сокульський Іван Григорович (*1940—†1992) — український поет, правозахисник, громадський діяч, дисидент.
- Муравченко Федір Михайлович (*1929—†2010) — генеральний конструктор державного підприємства «Запорізьке машинобудівне конструкторське бюро „Прогрес“ імені академіка О. Г. Івченка», м Запоріжжя. Герой України.

## Політика
25 травня 2014 року відбулися Президентські вибори України. У межах Синельниківського району були створені 42 виборчі дільниці. Явка на виборах складала — 57,17 % (проголосували 17 420 із 30 472 виборців). Найбільшу кількість голосів отримав Петро Порошенко — 40,03 % (6 973 виборців); Юлія Тимошенко — 12,90 % (2 248 виборців), Сергій Тігіпко — 11,39 % (1 984 виборців), Олег Ляшко — 6,01 % (1 047 виборців), Вадим Рабінович — 5,82 % (1 013 виборців), Анатолій Гриценко — 5,53 % (963 виборців). Решта кандидатів набрали меншу кількість голосів. Кількість недійсних або зіпсованих бюлетенів — 2,58 %.